# Sportverein Meppen 1912 1994-1995
Questa voce raccoglie le informazioni riguardanti lo Sportverein Meppen 1912 nelle competizioni ufficiali della stagione 1994-1995.

## Stagione
Nella stagione 1994-1995 il Meppen, allenato da Horst Ehrmantraut, concluse il campionato di 2. Bundesliga al 6º posto. In Coppa di Germania il Meppen fu eliminato al primo turno dalla Dinamo Dresda.

## Rosa
| N. |                      | Ruolo | Calciatore         |
| -- | -------------------- | ----- | ------------------ |
| 5  | Germania (bandiera)  | D     | Bernd Deters       |
| 10 | Finlandia (bandiera) | C     | Marko Myyry        |
| 22 | Germania (bandiera)  | D     | Eckhard Vorholt    |
|    | Germania (bandiera)  | P     | Stefan Brasas      |
|    | Germania (bandiera)  | P     | Stefan Hülswitt    |
|    | Germania (bandiera)  | D     | Frank Faltin       |
|    | Germania (bandiera)  | D     | Harald Gärtner     |
|    | Germania (bandiera)  | D     | Andreas Helmer     |
|    | Germania (bandiera)  | D     | Jan Sievers        |
|    | Germania (bandiera)  | C     | Thomas Böttche     |
|    | Germania (bandiera)  | C     | Hans Jörg Brückner |

| N. |                     | Ruolo | Calciatore        |
| -- | ------------------- | ----- | ----------------- |
|    | Germania (bandiera) | C     | Peter Gartmann    |
|    | Germania (bandiera) | C     | Carsten Marell    |
|    | Germania (bandiera) | C     | Ingmar Putz       |
|    | Germania (bandiera) | C     | Manfred Schulte   |
|    | Germania (bandiera) | C     | Günter Snyders    |
|    | Polonia (bandiera)  | C     | Zbigniew Szewczyk |
|    | Germania (bandiera) | C     | Bernd Winter      |
|    | Croazia (bandiera)  | A     | Damir Bujan       |
|    | Germania (bandiera) | A     | Josef Menke       |
|    | Cipro (bandiera)    | A     | Rainer Rauffmann  |
|    | Germania (bandiera) | A     | Robert Thoben     |

## Organigramma societario
Area tecnica
- Allenatore: Horst Ehrmantraut
- Allenatore in seconda:
- Preparatore dei portieri:
- Preparatori atletici:

## Calciomercato

### Sessione estiva
| Acquisti | Acquisti       | Acquisti           | Acquisti |
| R.       | Nome           | da                 | Modalità |
| -------- | -------------- | ------------------ | -------- |
| P        | Stefan Brasas  | Kickers Stoccarda  |          |
| D        | Harald Gärtner | Fortuna Düsseldorf |          |
| C        | Marko Myyry    | Lokeren            |          |
| C        | Bernd Winter   | Wolfsburg          |          |

| Cessioni | Cessioni              | Cessioni          | Cessioni |
| R.       | Nome                  | a                 | Modalità |
| -------- | --------------------- | ----------------- | -------- |
| C        | Bogdan Długajczyk     | Concordia Ihrhove |          |
| P        | Manfred Kubik         | Saarbrücken       |          |
| A        | Martin van der Pütten | Herzlake          |          |

### Sessione invernale
| Acquisti | Acquisti | Acquisti | Acquisti |
| R.       | Nome     | da       | Modalità |
| -------- | -------- | -------- | -------- |

| Cessioni | Cessioni | Cessioni | Cessioni |
| R.       | Nome     | a        | Modalità |
| -------- | -------- | -------- | -------- |

## Risultati

### 2. Bundesliga

#### Girone di andata
| Arbitro: | Müller |

|             |           |  |
| Pförtner 6’ | Marcatori |  |

| Arbitro: | Gettke |

|             |           |                       |
| Sievers 69’ | Marcatori | 9’ Straube 29’ Möller |

| Arbitro: | Dörr |

|                                               |           |             |
| Lünsmann 21’, 89’ Deffke 41’, 68’ Ramelow 88’ | Marcatori | 32’ Sievers |

| Arbitro: | Merk |

|                                     |           |                         |
| Sievers 10’ Rauffmann 24’ Myyry 55’ | Marcatori | 64’ Szubert 82’ Driller |

| Arbitro: | Hotop |

|             |           |               |
| Glesius 44’ | Marcatori | 39’ Rauffmann |

| Arbitro: | Kiefer |

|                         |           |                         |
| Sievers 37’ Schulte 62’ | Marcatori | 17’ Bertalan 28’ Tipold |

| Arbitro: | Brandt-Chollé |

|                 |           |                              |
| Milovanović 80’ | Marcatori | 2’ Thoben 40’, 56’ Rauffmann |

| Arbitro: | Dehmelt |

|             |           |  |
| Böttche 70’ | Marcatori |  |

| Wolfsburg 16 ottobre 1994, ore 15:00 CET 9ª giornata | Wolfsburg | 0 – 0 referto | Meppen | VfL-Stadion am Elsterweg (5 903 spett.)\| Arbitro: \| Schmidt \| |
| Arbitro:                                             | Schmidt   |               |        |                                                                  |

| Arbitro: | Prengel |

|                          |           |               |
| Rauffmann 28’ Helmer 55’ | Marcatori | 52’ Schneider |

| Mannheim 29 ottobre 1994, ore 15:30 CET 11ª giornata | Waldhof Mannheim | 0 – 0 referto | Meppen | Carl-Benz-Stadion (8 000 spett.)\| Arbitro: \| Fleske \| |
| Arbitro:                                             | Fleske           |               |        |                                                          |

| Arbitro: | Malbranc |

|                                     |           |           |
| Sievers 30’ Thoben 78’ Szewczyk 90’ | Marcatori | 16’ Fuchs |

| Arbitro: | Casper |

|            |           |  |
| Helmer 54’ | Marcatori |  |

| Arbitro: | Müller |

|                        |           |               |
| Glavaš 33’ Allievi 89’ | Marcatori | 39’ Rauffmann |

| Arbitro: | Domurat |

|                                              |           |  |
| Sievers 55’ Panadić 68’ (aut.) Rauffmann 90’ | Marcatori |  |

| Arbitro: | Frey |

|                   |           |               |
| Musa 56’ Reeb 73’ | Marcatori | 81’ Rauffmann |

| Arbitro: | Fleske |

|                          |           |                      |
| Sievers 6’ Rauffmann 20’ | Marcatori | 57’ Jozić 68’ Preetz |

#### Girone di ritorno
| Arbitro: | Fleischer |

|           |           |  |
| Bujan 31’ | Marcatori |  |

| Arbitro: | Haupt |

|                        |           |  |
| Eichin 16’ Zietsch 69’ | Marcatori |  |

| Arbitro: | Kiefer |

|                                |           |  |
| Sievers 35’ Rauffmann 78’, 83’ | Marcatori |  |

| Arbitro: | Fröhlich |

|                           |           |              |
| Trulsen 71’ Scharping 84’ | Marcatori | 39’ Szewczyk |

| Arbitro: | Friedrichs |

|                                     |           |  |
| Thoben 10’ Rauffmann 77’ Marell 80’ | Marcatori |  |

| Arbitro: | Thiemer |

|  |           |           |
|  | Marcatori | 83’ Bujan |

| Arbitro: | Fandel |

|                             |           |                 |
| Dahl 80’ (aut.) Snyders 86’ | Marcatori | 18’, 24’ Molnar |

| Homburg 8 aprile 1995, ore 15:30 CEST 25ª giornata | Homburg | 0 – 0 referto | Meppen | Waldstadion (1 100 spett.)\| Arbitro: \| Casper \| |
| Arbitro:                                           | Casper  |               |        |                                                    |

| Arbitro: | Brandt-Chollé |

|                                |           |          |
| Sievers 22’, 49’ Rauffmann 89’ | Marcatori | 8’ Reich |

| Arbitro: | Dehmelt |

|                        |           |                         |
| Beinlich 70’ Milde 82’ | Marcatori | 39’ Bujan 52’ Rauffmann |

| Meppen 30 aprile 1995, ore 15:00 CEST 28ª giornata | Meppen | 0 – 0 referto | Waldhof Mannheim | Emslandstadion (15 000 spett.)\| Arbitro: \| Koop \| |
| Arbitro:                                           | Koop   |               |                  |                                                      |

| Arbitro: | Leimert |

|                      |           |                           |
| Beck 17’ Brandts 69’ | Marcatori | 30’ Rauffmann 82’ Sievers |

| Lipsia 13 maggio 1995, ore 15:30 CEST 30ª giornata | VfB Lipsia | 0 – 0 referto | Meppen | Zentralstadion (2 800 spett.)\| Arbitro: \| Stark \| |
| Arbitro:                                           | Stark      |               |        |                                                      |

| Arbitro: | Müller |

|                      |           |                                      |
| Thoben 65’ Bujan 87’ | Marcatori | 33’ Voigt 37’, 67’ Cyroń 77’ Tonello |

| Arbitro: | Albrecht |

|                     |           |  |
| Aračić 82’ Renn 90’ | Marcatori |  |

| Arbitro: | Domurat |

|                                              |           |               |
| Vorholt 35’ Sievers 49’, 72’, 90’ Thoben 89’ | Marcatori | 40’ Stickroth |

| Arbitro: | Best |

|  |           |                       |
|  | Marcatori | 65’ Myyry 74’ Böttche |

### Coppa di Germania
| Arbitro: | Casper |

|  |           |          |
|  | Marcatori | 60’ Rank |

## Statistiche

### Statistiche di squadra
| Competizione      | Punti | In casa | In casa | In casa | In casa | In casa | In casa | In trasferta | In trasferta | In trasferta | In trasferta | In trasferta | In trasferta | Totale | Totale | Totale | Totale | Totale | Totale | DR  |
| Competizione      | Punti | G       | V       | N       | P       | Gf      | Gs      | G            | V            | N            | P            | Gf           | Gs           | G      | V      | N      | P      | Gf     | Gs     | DR  |
| ----------------- | ----- | ------- | ------- | ------- | ------- | ------- | ------- | ------------ | ------------ | ------------ | ------------ | ------------ | ------------ | ------ | ------ | ------ | ------ | ------ | ------ | --- |
| 2. Bundesliga     | 53    | 17      | 11      | 4       | 2       | 37      | 18      | 17           | 3            | 7            | 7            | 15           | 22           | 34     | 14     | 11     | 9      | 52     | 40     | +12 |
| Coppa di Germania | -     | 1       | 0       | 0       | 1       | 0       | 1       | 0            | 0            | 0            | 0            | 0            | 0            | 1      | 0      | 0      | 1      | 0      | 1      | -1  |
| Totale            | 53    | 18      | 11      | 4       | 3       | 37      | 19      | 17           | 3            | 7            | 7            | 15           | 22           | 35     | 14     | 11     | 10     | 52     | 41     | +11 |

### Andamento in campionato
| Giornata  | 1  | 2  | 3  | 4  | 5  | 6  | 7  | 8  | 9  | 10 | 11 | 12 | 13 | 14 | 15 | 16 | 17 | 18 | 19 | 20 | 21 | 22 | 23 | 24 | 25 | 26 | 27 | 28 | 29 | 30 | 31 | 32 | 33 | 34 |
| --------- | -- | -- | -- | -- | -- | -- | -- | -- | -- | -- | -- | -- | -- | -- | -- | -- | -- | -- | -- | -- | -- | -- | -- | -- | -- | -- | -- | -- | -- | -- | -- | -- | -- | -- |
| Luogo     | T  | C  | T  | C  | T  | C  | T  | C  | T  | C  | T  | C  | C  | T  | C  | T  | C  | C  | T  | C  | T  | C  | T  | C  | T  | C  | T  | C  | T  | T  | C  | T  | C  | T  |
| Risultato | P  | P  | P  | V  | N  | N  | V  | V  | N  | V  | N  | V  | V  | P  | V  | P  | N  | V  | P  | V  | P  | V  | V  | N  | N  | V  | N  | N  | N  | N  | P  | P  | V  | V  |
| Posizione | 14 | 17 | 18 | 16 | 16 | 14 | 11 | 11 | 10 | 9  | 9  | 8  | 6  | 7  | 7  | 7  | 7  | 6  | 6  | 6  | 5  | 5  | 5  | 3  | 3  | 3  | 3  | 3  | 3  | 3  | 5  | 6  | 6  | 6  |

Legenda:

Luogo: C = Casa; T = Trasferta. Risultato: V = Vittoria; N = Pareggio; P = Sconfitta.

### Statistiche dei giocatori
| Giocatore    | 2. Bundesliga | 2. Bundesliga | 2. Bundesliga | 2. Bundesliga | Coppa di Germania | Coppa di Germania | Coppa di Germania | Coppa di Germania | Totale   | Totale | Totale      | Totale     |
| Giocatore    | Presenze      | Reti          | Ammonizioni   | Espulsioni    | Presenze          | Reti              | Ammonizioni       | Espulsioni        | Presenze | Reti   | Ammonizioni | Espulsioni |
| ------------ | ------------- | ------------- | ------------- | ------------- | ----------------- | ----------------- | ----------------- | ----------------- | -------- | ------ | ----------- | ---------- |
| S. Brasas    | 32            | 0             | 5             | 0             | 1                 | 0                 | 0                 | 0                 | 33       | 0      | 5           | 0          |
| H. Brückner  | 2             | 0             | 1             | 0             | 0                 | 0                 | 0                 | 0                 | 2        | 0      | 1           | 0          |
| D. Bujan     | 20            | 4             | 2             | 1             | 1                 | 0                 | 0                 | 0                 | 21       | 4      | 2           | 1          |
| T. Böttche   | 29            | 2             | 9             | 1             | 1                 | 0                 | 0                 | 0                 | 30       | 2      | 9           | 1          |
| B. Deters    | 31            | 0             | 8             | 0             | 0                 | 0                 | 0                 | 0                 | 31       | 0      | 8           | 0          |
| F. Faltin    | 13            | 0             | 3             | 1             | 0                 | 0                 | 0                 | 0                 | 13       | 0      | 3           | 1          |
| P. Gartmann  | 4             | 0             | 0             | 0             | 1                 | 0                 | 0                 | 0                 | 5        | 0      | 0           | 0          |
| H. Gärtner   | 10            | 0             | 1             | 0             | 1                 | 0                 | 0                 | 0                 | 11       | 0      | 1           | 0          |
| A. Helmer    | 30            | 2             | 5             | 0             | 1                 | 0                 | 0                 | 0                 | 31       | 2      | 5           | 0          |
| S. Hülswitt  | 3             | 0             | 0             | 0             | 0                 | 0                 | 0                 | 0                 | 3        | 0      | 0           | 0          |
| C. Marell    | 34            | 1             | 1             | 0             | 1                 | 0                 | 0                 | 0                 | 35       | 1      | 1           | 0          |
| J. Menke     | 2             | 0             | 0             | 0             | 0                 | 0                 | 0                 | 0                 | 2        | 0      | 0           | 0          |
| M. Myyry     | 31            | 2             | 2             | 0             | 1                 | 0                 | 0                 | 0                 | 32       | 2      | 2           | 0          |
| I. Putz      | 2             | 0             | 0             | 0             | 1                 | 0                 | 0                 | 0                 | 3        | 0      | 0           | 0          |
| R. Rauffmann | 32            | 15            | 6             | 0             | 1                 | 0                 | 0                 | 0                 | 33       | 15     | 6           | 0          |
| M. Schulte   | 23            | 1             | 7             | 0             | 1                 | 0                 | 0                 | 0                 | 24       | 1      | 7           | 0          |
| J. Sievers   | 28            | 14            | 4             | 0             | 1                 | 0                 | 0                 | 0                 | 29       | 14     | 4           | 0          |
| G. Snyders   | 12            | 1             | 1             | 0             | 0                 | 0                 | 0                 | 0                 | 12       | 1      | 1           | 0          |
| Z. Szewczyk  | 24            | 2             | 3             | 0             | 0                 | 0                 | 0                 | 0                 | 24       | 2      | 3           | 0          |
| R. Thoben    | 33            | 5             | 5             | 0             | 0                 | 0                 | 0                 | 0                 | 33       | 5      | 5           | 0          |
| E. Vorholt   | 27            | 1             | 6             | 0             | 0                 | 0                 | 0                 | 0                 | 27       | 1      | 6           | 0          |
| B. Winter    | 19            | 0             | 1             | 1             | 1                 | 0                 | 0                 | 0                 | 20       | 0      | 1           | 1          |